# Чурашур (Юкаменський район)
Чурашу́р (рос. Чурашур) — присілок у складі Юкаменського району Удмуртії, Росія.
Населення — 132 особи (2010; 136 в 2002).
Національний склад (2002):
- удмурти — 88 %